# 薛大中
薛大中（1583年—？），字允執，號龍阜，陝西西安府三原縣人，軍籍，明朝政治人物。

## 生平
萬曆三十四年（1606年）丙午科陝西鄉試第十三名舉人，三十八年（1610年）中式庚戌科會試第一百四十名，三甲第六十六名進士。工部觀政，授河南寧陵縣知縣，丁外艱，四十五年（1617年）補直隸東明縣知縣，未任，丁內艱。起補山東黃縣知縣，天啟二年（1622年）四月選授刑科給事中，三年（1623年）五月告病，回籍調理。五年（1625年）三月升四川布政使司右參議、下川東兵備道。

## 家族
曾祖薛欽，祖父薛仕正，父薛約，母王氏。具慶下。兄薛大化（庠生），弟薛大才（庠生）、薛大任（庠生）、薛大業（庠生）、薛大勳、薛大謨、薛大權、薛大壯、薛大久、薛大實、薛大有。